# Min-Liang Tan
Tan Min-Liang (陈民亮S, Chén MíngliàngP; Singapore, 5 novembre 1977) è un imprenditore e dirigente d'azienda singaporiano.
Ex avvocato, è co-fondatore, presidente, amministratore delegato e direttore creativo della società di hardware da gioco Razer Inc., nonché presidente e CEO di THX. Oltre a Razer, Tan è membro fondatore della piattaforma Open Source Virtual Reality, che punta a creare uno standard comune per la progettazione di programmi VR. Il suo obiettivo è di creare un'intera industria della realtà virtuale, citando prospettive "fenomenali" nei settori dell'intrattenimento, della salute e degli impieghi militari. Tan è stato anche membro del consiglio dell'Ufficio Brevetti di Singapore (IPOS) fino al 2019.
Nel 2016, ha fatto il suo debutto nella lista Forbes dei più ricchi di Singapore, con un patrimonio netto di 600 milioni di dollari. È diventato il più giovane miliardario nel paese all'età di 40 anni, con un patrimonio netto di 1,6 miliardi di dollari, quando Razer è entrata in borsa nel 2017.

## Biografia
Nato a Singapore da Tan Kim Lee, consulente immobiliare, e Low Ken Yin, casalinga, è il più giovane di quattro figli nella sua famiglia. Due dei suoi fratelli sono diventati medici, uno dei quali è il rinomato scienziato clinico Tan Min Han, fondatore, CEO e direttore medico della società di medicina genomica singaporiana Lucence Diagnostics.
Dopo aver frequentato la Raffles Institution e il Hwa Chong Junior College, Tan si è laureato alla Facoltà di Giurisprudenza dell'Università nazionale di Singapore (NUS Law). In seguito, ha conseguito un Master in Legge nel 2002, classificandosi tra i primi 20 della sua classe. Prima di intraprendere la sua carriera nell'elettronica, Tan è stato un avvocato difensore per la Corte Suprema di Singapore.
Nel 1999, Tan e Robert Krakoff (che era GM di kärna LLC) si incontrarono per la prima volta e collaborarono per progettare il primo mouse da gioco al mondo, il Razer Boomslang. Nel 2005, gli stessi fondarono Razer, di cui successivamente Tan acquisì i diritti sul marchio, costituendo ufficialmente Razer Inc. e assumendo successivamente il ruolo di CEO e direttore creativo dell'azienda.
Il 31 marzo 2015, è stato nominato membro del consiglio dell'Ufficio Brevetti di Singapore (IPOS).
Il 13 novembre 2017, Razer ha lanciato la sua IPO e Tan è diventato il più giovane miliardario autodidatta di Singapore all'età di 40 anni. Con Tan come CEO, l'azienda ha sviluppato smartphone per il gaming, ma non è riuscita a sviluppare con successo il suo portafoglio digitale Razer Pay dopo non aver ottenuto la licenza corrispondente a Singapore nel 2020.
Nel 2023, ha reso omaggio a Sim Wong Hoo, fondatore di Creative Technology, in seguito alla sua morte; Tan ha affermato di aver avuto frequenti incontri con Sim nel corso degli anni per "discutere di cose come la tecnologia audio e il design".

## Impatto e influenza
Tan ha un cospicuo seguito di fan in tutto il mondo e i suoi sostenitori hanno creato siti dedicati a lui, arrivando persino a farsi tatuare il nome e il viso di Tan su di sé.
Nel dicembre 2019, Kotaku ha pubblicato un'inchiesta basata sulle dichiarazioni di 14 ex dipendenti di Razer; le ampie accuse contro l'azienda sotto la guida di Tan denuncerebbero l'esistenza di una cultura del terrore, incolpando direttamente lo stesso Tan di rimproverare, minacciare e umiliare il suo personale.
Tan ha sostenuto finanziariamente i progetti Kickstarter di Wasteland 2 e Torment: Tides of Numenera, il che ha comportato la sua inclusione in entrambi i giochi come personaggio non giocante. Inoltre, è apparso in Shroud of the Avatar: Forsaken Virtues.
Ha anche fatto brevi apparizioni in film, come ad esempio in Dead Rising: Watchtower, dove ha recitato la parte di uno zombi.

## Filantropia
A marzo 2012, Tan ha contribuito con 10 000 dollari al progetto Kickstarter di Wasteland 2, ammettendo che fosse un atto di espiazione per aver violato il copyright di Wasteland quando era bambino. In seguito, Brian Fargo ha risposto che Tan aveva più che compensato il download illegale del gioco.
Nel novembre 2014, Tan ha donato 10 000 dollari e partecipò all'Ice Bucket Challenge nel tentativo di raccogliere fondi per la SLA.
Nel febbraio 2015, ha donato 10 000 sterline per combattere la malattia del motoneurone. La donazione è stata effettuata tramite abbonamento a Twitch durante un live streaming di ProSyndicate.

## Riconoscimenti
Tan è stato incluso nella lista dei "Top 10 Leader più Influenti nel Settore Tecnologico" nel 2015 da Juniper Research. È stato nominato una delle "25 Persone più Creative nel Settore Tecnologico" da Business Insider. Ha ottenuto un posto tra le prime 40 persone più potenti nel settore dei videogiochi secondo Kotaku nella loro lista "The Kotaku Power 40". Tan è stato classificato al primo posto tra i 30 migliori fondatori di startup tecnologiche del Sud-est asiatico da Tech in Asia. Nel 2016, è stato nominato l'Asiatico dell'Anno dal quotidiano singaporiano The Straits Times.
Ha ricevuto premi dalla sua alma mater, la NUS, come l'Outstanding NUS Innovator Award nel 2011 e l'Outstanding Young Alumni nel 2015.

## Vita privata
Essendo singaporiano, Tan è bilingue e parla fluentemente sia l'inglese che il cinese mandarino.